# Listă de cărți: U
Lista cărți: A - Ă - B - C - D - E - F - G - H - I - Î - J - K - L - M - N - O - P - Q - R - S - Ș - T - Ț - U - V - W - X - Y - Z
- Ucenicul asasinului de Margaret Astrid Lindholm Ogden
- Ucenicul Vraciului de Joseph Delaney
- Uimire și cutremur de Amelie Nothomb
- Ulise de James Joyce
- Ultima noapte de dragoste,întâia noapte de război de Camil Petrescu
- Ultima reverență de Arthur Conan Doyle
- Ultimul mohican de James Fenimore Cooper
- Umbra lui Ender de Orson Scott Card
- Un om ciudat de Octave Mirbeau
- Un port la răsărit de Radu Tudoran
- Un veac de singurătate de Gabriel García Márquez
- Urzeala tronurilor de George R. R. Martin